# Amamiclytus hirtipes
Amamiclytus hirtipes är en skalbaggsart som först beskrevs av Masaki Matsushita 1940.  Amamiclytus hirtipes ingår i släktet Amamiclytus och familjen långhorningar.
Artens utbredningsområde är Taiwan. Inga underarter finns listade i Catalogue of Life.